# Vaulion
Vaulion est une commune suisse du canton de Vaud, située dans le district du Jura-Nord vaudois.

## Géographie
Le territoire de Vaulion s'étend sur 13,17 km2. Lors du relevé de 2013-2018, les surfaces d'habitations et d'infrastructures représentaient 3,3 % de sa superficie, les surfaces agricoles 47,5 %, les surfaces boisées 49,0 % et les surfaces improductives 0,3 %.
La Dent de Vaulion, sommet du Jura vaudois, culmine à 1 482,6 m d'altitude.
La commune est intégrée au Parc naturel régional Jura vaudois.
| Vallorbe |               | Premier                   |
|          | Vaulion       | Romainmôtier-Envy Juriens |
| L'abbaye | Mont-la-Ville |                           |

## Toponymie
Premières mentions : in Valle Leonis (1097), Alburcum de Valleuni (env. 1160), Petrus de Valiom (1263), Vaulion (1436). Vaulion est littéralement le val du lyaud, soit le val du ruisseau. C'est un doublet de Vauruz  qui se dit en allemand Tahlbach.

## Histoire
Vaulion est cité pour la première fois en 1097 lors d'un accord entre le prieur de Romainmôtier, son seigneur et le sire de Cicon qui y possédait des serfs. Vaulion a d'abord dépendu du prieuré de Romainmôtier, puis, pendant la période bernoise, au bailliage de Romainmôtier. En 1798, il a été intégré au nouveau district d'Orbe, avant de rejoindre, en 2006, celui du Jura-Nord vaudois.
Si l'agriculture était évidemment importante à Vaulion, le village connut très tôt des activités annexes : tisserands depuis 1591, cloutiers de 1681 à 1850, cordonniers du XVIIe au XXe siècle, armuriers de 1730 à 1835, lapidaires de 1770 à 1975, ou encore fabricants de limes au XIXe siècle.

## Politique

### Organisation
La commune de Vaulion est dotée d'une municipalité de cinq membres (exécutif) et d'un conseil communal de vingt-neuf membres (législatif), tous deux élus au suffrage universel pour une période de cinq ans. Les élections se déroulent selon le système majoritaire.

### Liste des syndics de Vaulion
- ?-1901 : Henri Magnenat.
- 1901-1917 : Auguste Reymond, Parti radical-démocratique.
- 1917-1941 : Georges Reymond, Parti radical-démocratique.
- 1941-1952 : Auguste Reymond, Parti radical-démocratique.
- 1952-1965 : Ernest Maire, Parti radical-démocratique.
- 1965-1973 : Louis Reymond.
- 1974-1985 : Robert Goy.
- 1985-1993 : Jacques Resplendino, Parti radical-démocratique.
- 1993-1997 : Gilles Fahrni, indépendant.
- Depuis 1997 : Claude Languetin.

## Population et société

### Gentilé et surnom
Les habitants de la commune se nomment les Vaulienis.
Ils sont surnommés les Foueta-Lîvra (les fouette-lièvre en patois vaudois). L'histoire raconte qu'un lièvre surpris à ronger un chou fut fouetté sur la place publique puis reconduit à la frontière.

### Démographie

#### Évolution de la population
Vaulion compte 483 habitants au 31 décembre 2022 pour une densité de population de 37 hab/km2. Sur la période 2010-2019, sa population a augmenté de 9,7 % (canton : 12,9 % ; Suisse : 9,4 %).  Le village comptait 32 feux en 1396, 20 en 1499, 27 en 1550, 46 en 1579, 83 en 1696. La population a connu une forte baisse dans la deuxième moitié du XXe siècle.

#### Pyramide des âges
En 2020, le taux de personnes de moins de 30 ans s'élève à 31,4 %, au-dessous de la valeur cantonale (35 %). Le taux de personnes de plus de 60 ans est quant à lui de 27,4 %, alors qu'il est de 21,9 % au niveau cantonal.
La même année, la commune compte 246 hommes pour 259 femmes, soit un taux de 48,7 % d'hommes, inférieur à celui du canton (49,1 %).
| Hommes | Classe d’âge | Femmes |
| ------ | ------------ | ------ |
| 0,0    | 90 ans ou +  | 3,5    |
| 4,1    | 75 à 89 ans  | 6,2    |
| 22,8   | 60 à 74 ans  | 18,1   |
| 16,3   | 45 à 59 ans  | 16,6   |
| 26,8   | 30 à 44 ans  | 22,8   |
| 15,0   | 15 à 29 ans  | 16,2   |
| 15,0   | - de 14 ans  | 16,6   |

| Hommes | Classe d’âge | Femmes |
| ------ | ------------ | ------ |
| 0,5    | 90 ans ou +  | 1,4    |
| 6,1    | 75 à 89 ans  | 8,2    |
| 13,3   | 60 à 74 ans  | 14,3   |
| 21,5   | 45 à 59 ans  | 21,2   |
| 22,0   | 30 à 44 ans  | 21,4   |
| 19,6   | 15 à 29 ans  | 18,0   |
| 16,9   | - de 14 ans  | 15,5   |

## Culture et patrimoine

### Patrimoine bâti
Le village est classé à l'Inventaire fédéral des sites construits à protéger en Suisse dans la catégorie village urbanisé.
L'église protestante a été reconstruite en 1753-1755 d'après des plans de l'architecte lausannois Gabriel Delagrange. La date de 1755 se lit sur la porte occidentale, accompagnée des initiales des principaux artisans, soit les maçons Olivier, David et Jean-Pierre Reymond, et du gouverneur Jean-Pierre Michod. Jusqu'en 1967, la disposition du mobilier était exceptionnellement « en largeur », avec la chaire au nord, et deux galeries latérales. Cloches du XVe siècle et de 1544. Vitrail 1968 par Casimir Reymond.
La cure, maison d'habitation aménagée en 1745 par l'architecte neuchâtelois Daniel-Henri Vaucher. Cette immeuble d'un seul étage habitable, offrant cinq chambres ajourées par des fenêtres en arc surbaissé, est un bon exemple de demeure de montagne, destinée à un pasteur de deuxième rang.
École Heimatstil de 1910.

### Armoiries
D'argent à la lettre V de gueules surmontée de trois cœurs appointés de sinople, de gueules et d'or. Ces armoiries ont été peintes sur les fontaines par Marc Antoine Bignens, qui reproduisait un motif trouvé sur l'arche (coffre de Commune).